# Cholm

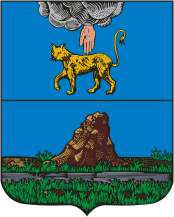
Stadsvapnet från 1781.

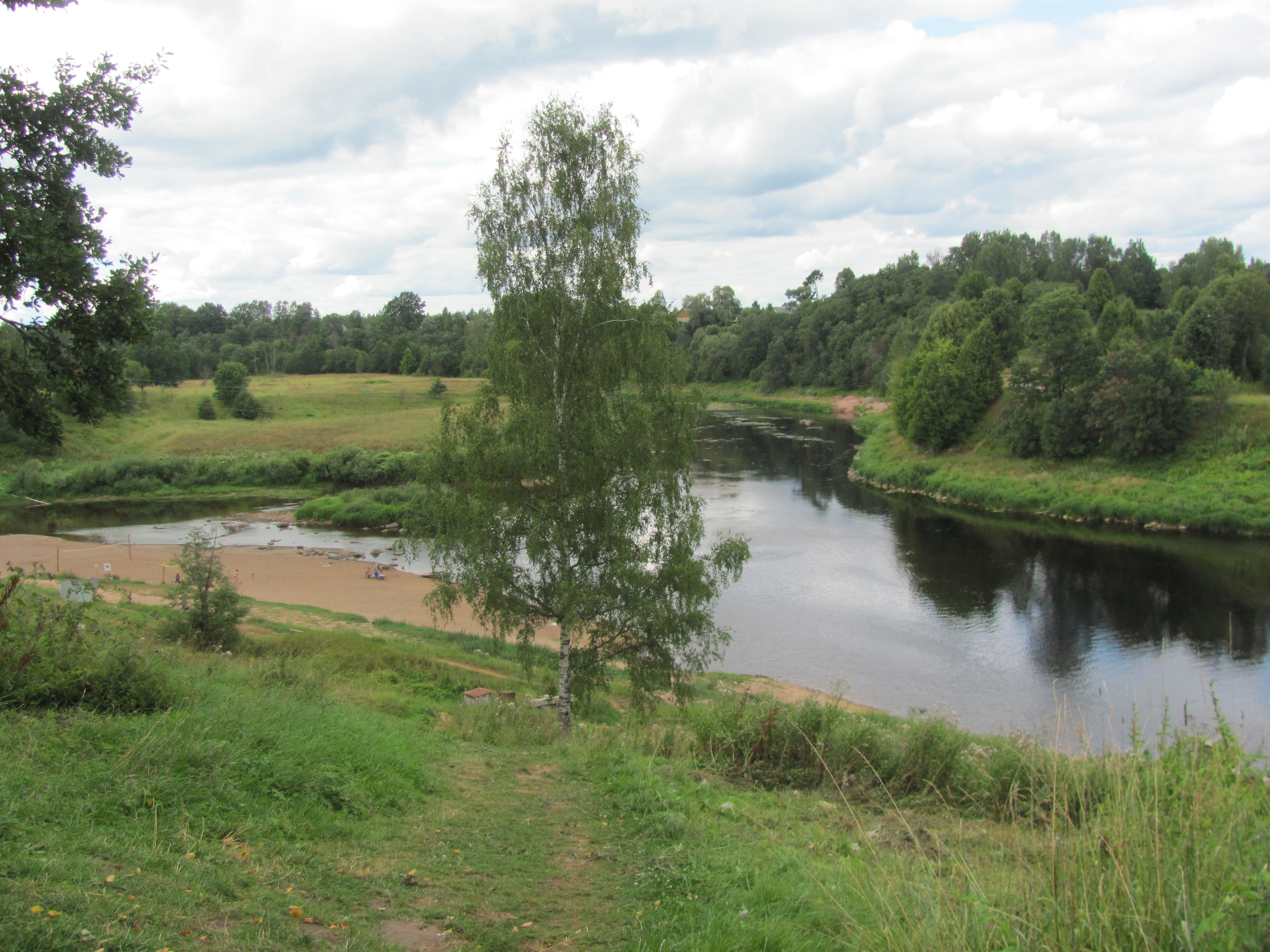
Biflödet Kunja (till vänster i bild) ansluter till floden Lovat i Cholm.

Cholm (ryska Холм) är en liten stad längst söderut i Novgorod oblast i Ryssland, 201 km söder om regionhuvudstaden Novgorod, där biflödena Stora Tuder och Kunja ansluter till floden Lovat som rinner norrut mot sjön Ilmen. Den har 3 552 invånare (2015) och utgör centralorten i det glest befolkade distriktet Cholmskij rajon (5 607 invånare på 2178,7 km²), som gränsar mot Pskov oblast och Tver oblast. Inom rajonen utgör Cholm en tätortskommun omgärdad av tre landskommuner (fram till 2010 var de fem stycken).
Ortnamnet betyder kulle och en sådan ligger på floden Lovats högra strand, där staden grundades. Kullen avbildas i stadsvapnet. Floden ingår i den vikingatida handelsrutten mellan Skandinavien och Svarta havet. Ett omnämnande av Cholm i den äldsta Novgorod-krönikan år 1144 har ifrågasatts och torde snarare handla om en del av staden Novgorod. Området drabbades på 1500- och 1600-talen av krig från Sverige, Polen och Litauen. Cholm fick stadsrättigheter år 1777 som centralort för kretsen (uezd) Cholm i guvernementet Pskov. Under andra världskriget ockuperades Cholm av tyskarna och förstördes under de hårda strider som utkämpades under vintern 1942 (engelska Wikipedia: Toropets–Kholm Offensive). Staden hade 2 789 invånare år 1825, 6 800 invånare 1913, 4 849 invånare 1989 och 3 830 invånare 2010.
Ortens industri baseras på skogsbruk, torv, lera och grustag.
Till traktens sevärdheter räknas resterna av ett kloster från 1700-talet, 30 km från Cholm vid sjön Rdejskoje. En "blå lagun" i floden Stora Tuder 2 km söder om stadens centrum har sin färg av traktens lera.